# Гі Пармелен
Гі Пармелен (фр. Guy Parmelin; нар. 9 листопада 1959, Бюрсен, Во, Швейцарія) — швейцарський політик, президент Швейцарії з 1 січня до 31 грудня 2021 року. Обіймав посаду Віцепрезидента Швейцарії з 1 січня до 31 грудня 2020 року. Член Швейцарської народної партії. Член Федеральної ради Швейцарії з 2016 року. Голова Федерального департаменту економічних справ, освіти та досліджень з 2019 року, до цього — Федерального департаменту оборони, захисту населення і спорту з 2016 до 2018 року. 9 грудня 2020 року обраний Президентом Швейцарської Конфедерації на 2021 рік. Віцепрезидент Швейцарії з 1 січня 2025 року.